# Randolph Bresnik
Pour les articles homonymes, voir Bresnik.
Randolph "Randy" "Komrade" James Bresnik est un astronaute américain né le 11 septembre 1967 à Fort Knox.

## Biographie
Diplômé en Mathématiques en 1989, il a obtenu une maîtrise en science dans les systèmes aéronautiques en 2002 à l'université de Tennessee à Knoxville. Bresnik a volé dans le corps des Marines en tant que pilote d'avion de chasse sur F-18 avant de rejoindre la NASA en 2004 avec la sélection du groupe d'astronautes 19. 

## Missions réalisées
- STS-129 en novembre 2009. C'est son premier vol et Bresnik décolle comme spécialiste de mission. La navette Atlantis apporte les plateformes de stockage ELC 1 et 2 à la Station spatiale internationale (ISS). Il réalise deux sorties extravéhiculaires pour un total de 12 heures[2].

- Soyouz MS-05, qui a quitté la Terre le 28 juillet 2017 pour la station spatiale internationale, en compagnie de l'italien Paolo Nespoli et du russe Sergueï Riazanski. Bresnik est membre des expéditions 52 et 53 de l'ISS et commande cette seconde. Il réalise trois sorties extravéhiculaires au cours de sa mission, en compagnie de Mark Vande Hei et de Joe Acaba pour un total de près de 20 heures[2]. Il rentre sur Terre le 14 décembre 2017 après 149 jours en orbite[1].

## Autres
En 2011, Bresnik a fait partie de la première simulation CAVES (en) de l'ESA. Les astronautes étaient isolés dans un complexe de grotte en Sicile qu'il devaient explorer. 
Bresnik a été le commandant de la simulation sous marine NEEMO-19 du 7 au 13 décembre 2014. 
Après sa deuxième mission, Bresnik s'est rendu au Vatican avec Nespoli et Riazanski pour rencontrer le pape François.

## Galerie

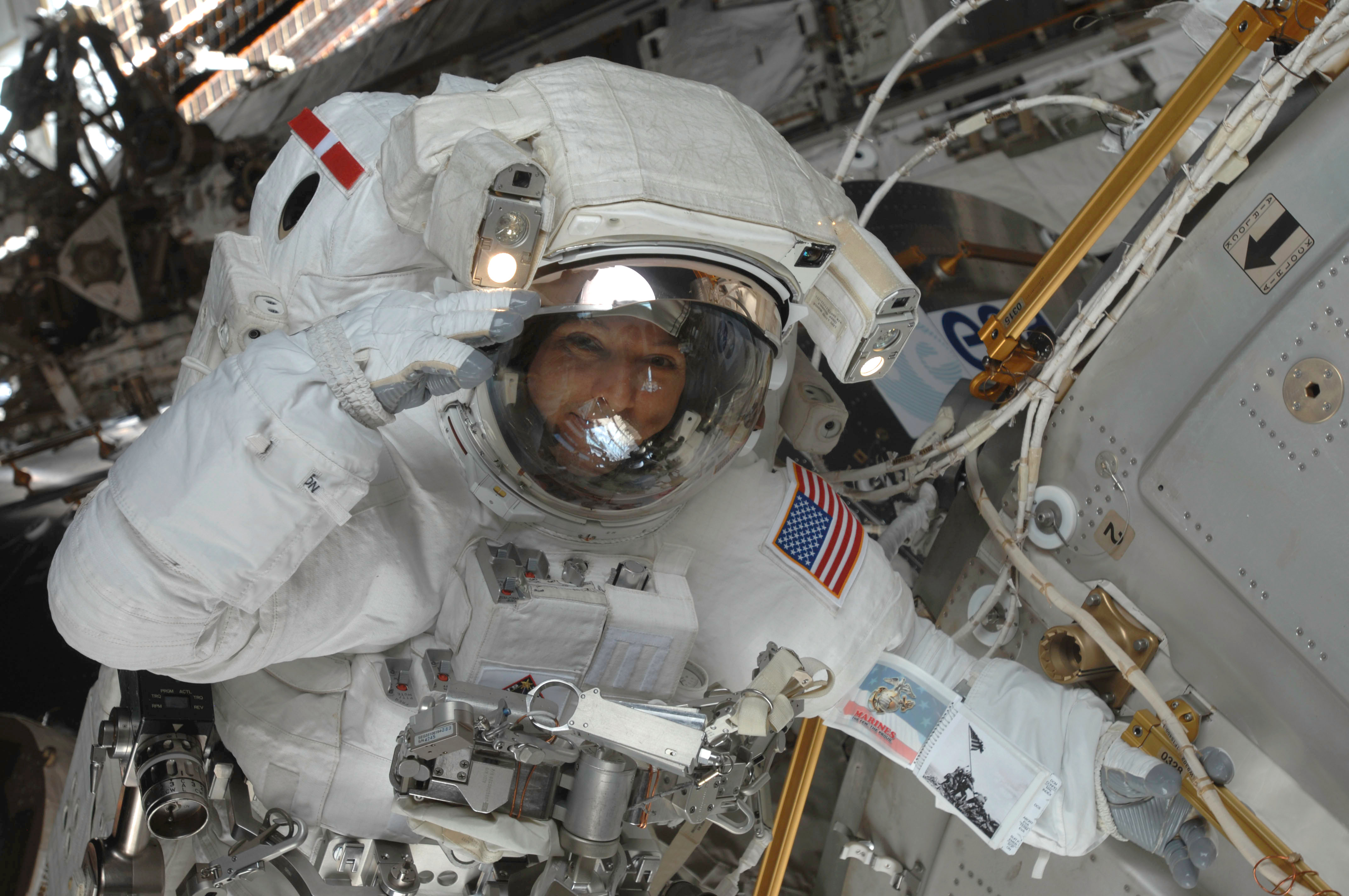
Lors de sa deuxième sortie spatiale en 2018.
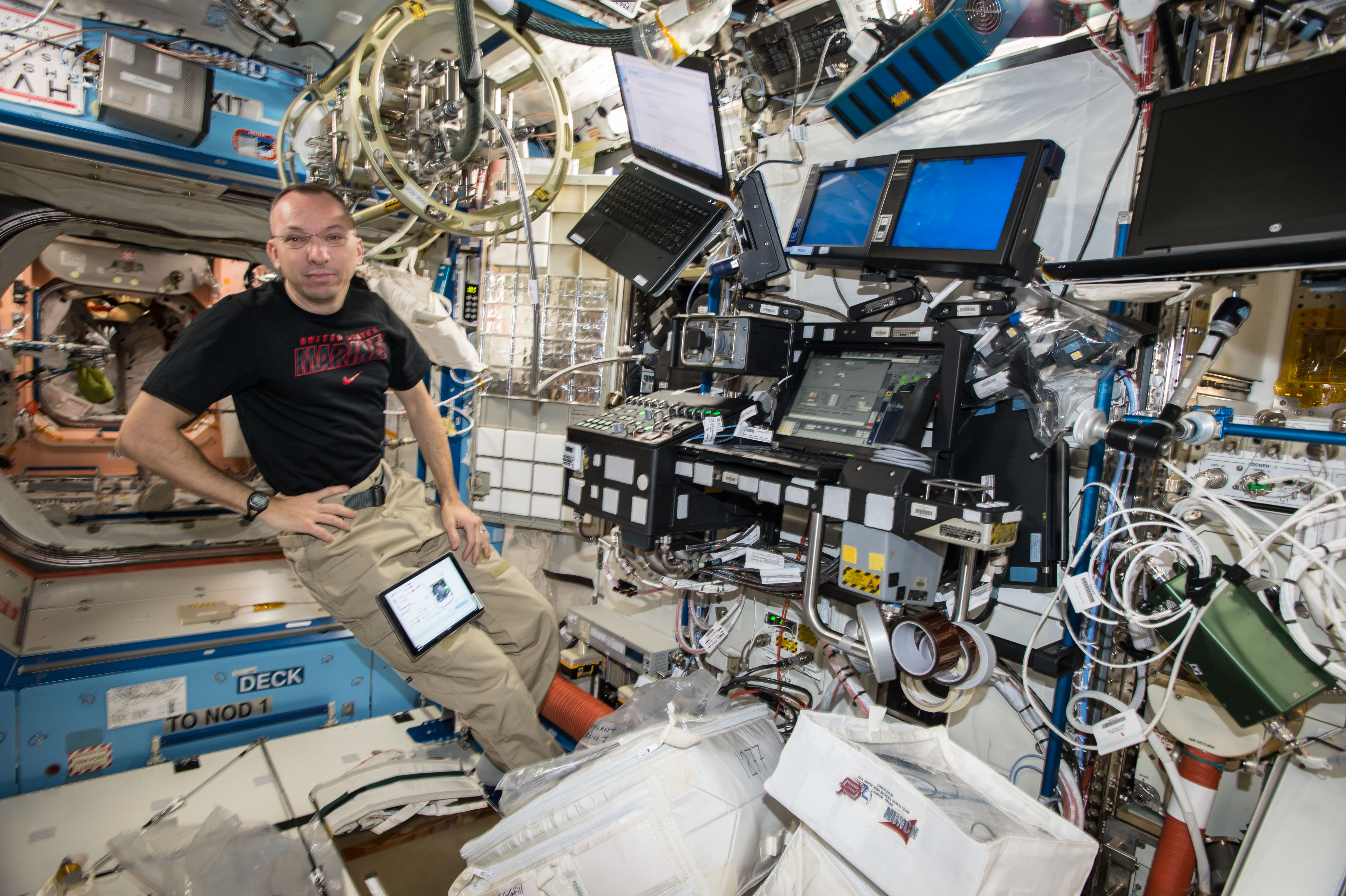
Dans le laboratoire américain Destiny de l'ISS lors de sa deuxième mission
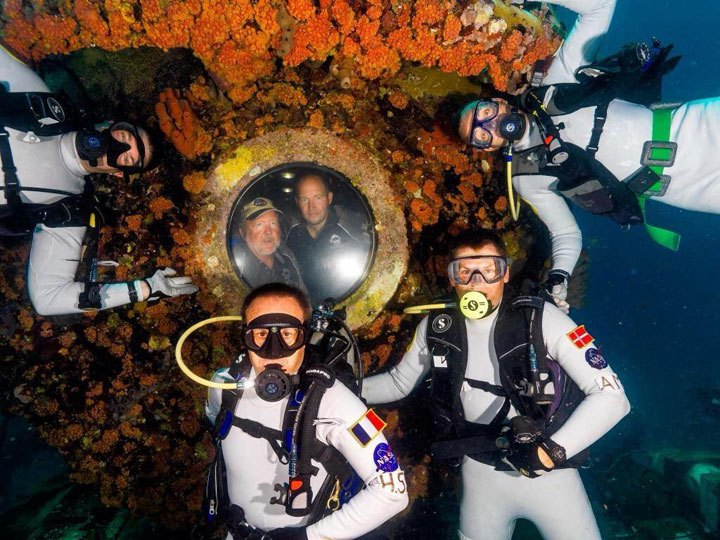
Lors de NEEMO-19. Bresnik est tout à droite.
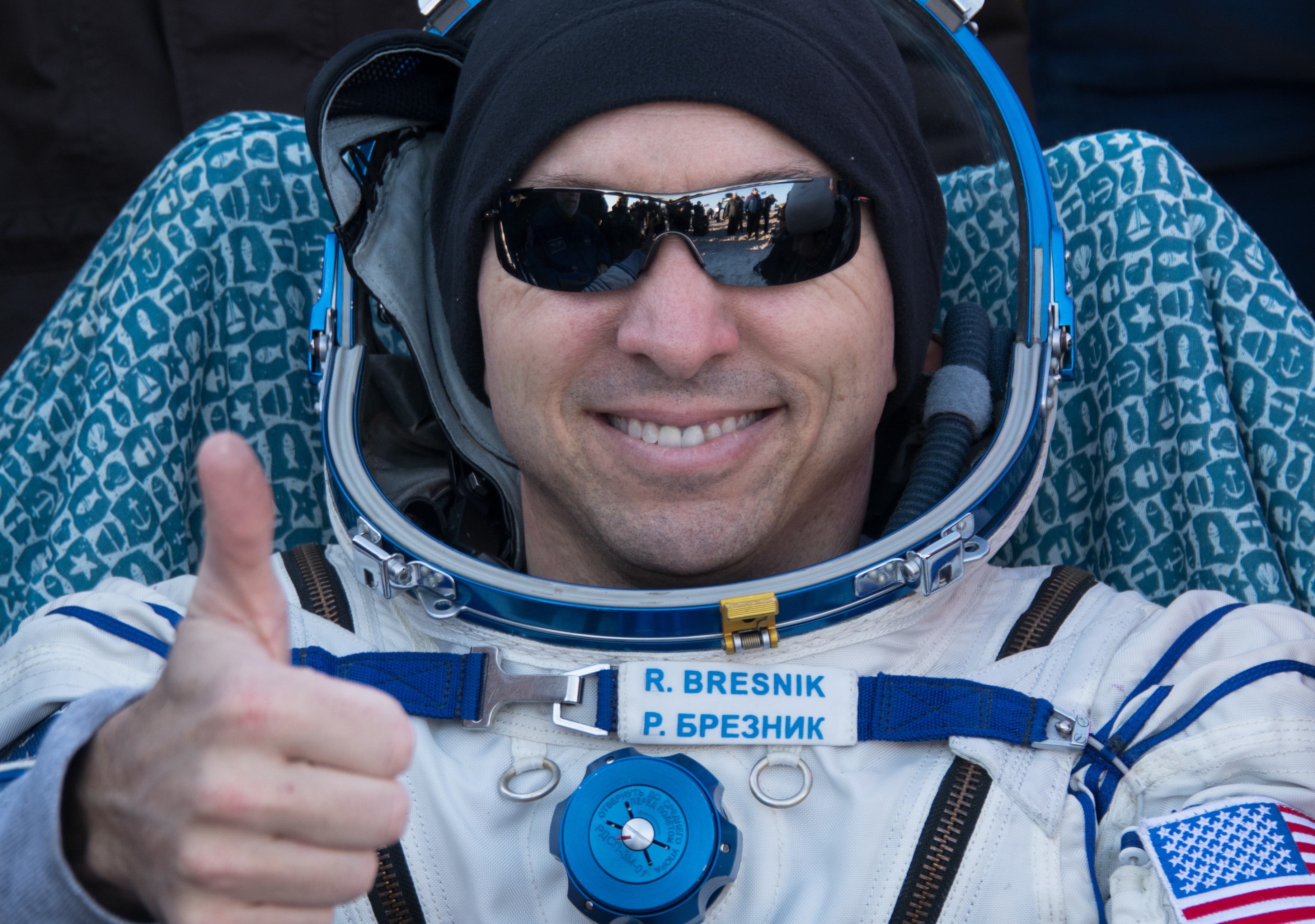
Après son retour sur Terre dans les steppes kazakhes en 2018.